# Omori
Omori è un videogioco di ruolo horror psicologico sviluppato da OMOCAT e co-pubblicato da Playism nel 2020.
Il gioco trae ispirazione dall'omonima serie di webcomics (scritta e illustrata dalla stessa OMOCAT), e racconta la storia di un giovane hikikomori di nome Sunny e dell'alter ego che impersona nel proprio mondo dei sogni, Omori, esplorando il mondo reale ed il surreale mondo immaginario del ragazzo, al fine di superare le sue paure represse e svelare i suoi segreti. Sunny fa gruppo assieme ai suoi amici più stretti, con cui esplora il mondo fittizio ingaggiando battaglie a turni contro nemici fantastici, con effetti basati sulle emozioni dei personaggi. Il gioco ha finali multipli, basati sulle scelte fatte dal giocatore.
Omori è stato pubblicato per Microsoft Windows e macOS nel dicembre 2020, e in seguito sono state pubblicate delle versioni per Nintendo Switch, PlayStation 4, Xbox One e Xbox Series X/S. Omori ha ricevuto elogi dalla critica per la grafica, la storia, i personaggi, il battle system, e la colonna sonora, venendo positivamente paragonato a titoli come EarthBound, Yume nikki e Undertale.

## Trama
Omori, ragazzino di circa 12 anni, si sveglia nel White Space, una piccola stanza bianca in cui vive "da quando ha memoria". Dopo aver raccolto un coltello dal pavimento, apre una porta e arriva in una stanza colorata, dove i suoi cari amici Aubrey, Kel ed Hero stanno giocando a carte. I quattro lasciano la stanza ed entrano nella Vast Forest, un'immensa zona boschiva con un parco giochi centrale dove molti giovani umanoidi trascorrono le giornate a giocare. Qui i quattro amici incontrano Mari, sorella maggiore di Omori, e il loro amico Basil. Dopo aver sfogliato l'album fotografico di Basil contenente le avventure del gruppo di amici, il gruppo decide di dirigersi verso la casa del ragazzo. Giunti a destinazione, Kel e Aubrey discutono e nel processo danneggiano l'album fotografico di Basil, che però viene sistemato senza difficoltà. Dopo aver visto una misteriosa foto caduta dall'album e che non riconosce, Basil si fa prendere dal panico e Omori viene improvvisamente teletrasportato nel White Space. Impossibilitato ad uscire per via dell'assenza della porta, il ragazzo si pugnala con il suo coltello.
Nel mondo reale, il vero nome di Omori è Sunny, ragazzo sedicenne che si risveglia nella sua stanza nel bel mezzo della notte. La casa in cui vive con la madre è per lo più vuota, poiché lei e Sunny si trasferiranno entro tre giorni. Il ragazzo ha troppa fame per riuscire ad addormentarsi e inizia così a scendere le scale per mangiare del cibo che sua madre gli ha lasciato in cucina. Sui gradini viene fermato da un essere raccapricciante, che in realtà è una rappresentazione di un attacco di panico dovuto alla sua fobia dell'altezza; Sunny, inizialmente terrorizzato, lo affronta e, calmandosi, lo sconfigge. Giunto in cucina mangia una bistecca, ma lo fa sentir male e corre in bagno per vomitare. Poco dopo, il ragazzo sente qualcuno bussare alla porta. Sembrerebbe essere sua sorella, Mari, che chiede a Sunny di aprirle. Indipendentemente dal fatto che si scelga di obbedire o no, il ragazzo torna a letto e si riaddormenta; nel caso si decida di compiere questa azione, la presunta sorella si rivela essere una creatura raccapricciante, frutto di un'allucinazione.
Omori si risveglia di nuovo nel White Space. Prima guarda il suo portatile, che ora presenta il gioco dell'impiccato con suggerimenti su come trovare le lettere per completare la frase segreta; poi sente qualcosa cadere nelle vicinanze e trova una mappa del vasto mondo immaginario. Quando entra nella camera adiacente, i suoi amici sono sollevati di vederlo sano e salvo: a quanto pare, anche loro sono stati teletrasportati lì improvvisamente. Il gruppo ritorna nel parco, dove trova tutti i suoi amici tranne Basil; Hero suggerisce allora di controllare a casa sua per sincerarsi che stia bene. Una volta arrivati, Omori vede una strana ombra con un occhio scomparire nel terreno. Di Basil, invece, nessuna traccia. Il gruppo decide allora  di mettersi alla ricerca dell'amico, esplorando il mondo immaginario e conoscendo i suoi bizzarri abitanti.
La prima tappa è un asteroide fisso nello spazio e raggiungibile tramite una scala. Dopo aver recuperato un importante oggetto e aver fatto rinsavire il capitano dei pirati del posto, che da tempo passava le sue giornate sconsolato per via della rottura con la fidanzata e deludeva le aspettative dei suoi sottoposti, Omori inizia a vagare da solo per l'asteroide seguendo un'ombra con le fattezze dell'amico scomparso. Ad un certo punto entra in un fienile, con un lungo corridoio; sul muro in fondo vi è il ritratto di una famiglia felice e la corda di un impiccato appesa al soffitto. Quando il ragazzo si volta per andarsene, viene nuovamente trasportato nel White Space, privo di uscita; ancora una volta, Omori si accoltella.
Nel mondo reale, quando Sunny si risveglia la mattina, sente bussare alla porta. È Kel, che vorrebbe passare del tempo con il suo vecchio amico prima che si trasferisca. A seconda della scelta fatta, la storia divergerà.
Se Sunny decide di non aprire la porta a Kel, il gioco si svolgerà quasi esclusivamente nel mondo dei sogni; durante il giorno, Sunny svolgerà per lo più i compiti assegnati dalla madre in previsione del trasloco. Questa realtà si concluderà con alcuni finali specifici: il suicidio di Sunny poco prima del trasloco, o lo svolgimento di quest'ultimo.
Se Sunny, invece, decide di aprire la porta a Kel, i due riusciranno finalmente, dopo i 4 anni di solitudine che Sunny ha speso chiuso in casa, a passare dei momenti insieme e recuperare il tempo perso. Il gioco, da questo punto, si alterna tra mondo reale e mondo dei sogni. Nel mondo reale ci sarà Kel che, ogni mattina fino al trasloco, busserà alla porta di Sunny per chiedergli di passare la giornata insieme. Nel mondo dei sogni Omori (impersonificazione di Sunny) e i suoi amici esplorano invece l’Headspace alla ricerca di Basil.  

## Personaggi
SunnyProtagonista del gioco e fratello minore di Mari. Adolescente circa sedicenne, ha trascorso gli ultimi quattro anni della sua vita isolato in casa sua in seguito al pesante trauma della morte della sorella. Ha la fobia dell'altezza, dell'acqua e dei ragni, ma nel corso della storia riuscirà a superare queste sue paure. Sa suonare il violino. Insieme a Basil, è l'unico a sapere la verità riguardo alla morte di Mari, ma essa è sepolta nelle profondità della sua mente e, per questo, non se la ricorda.
OmoriCorrispettivo di Sunny nell'Headspace; rappresenta, in un certo senso, il subconscio del ragazzo. Il suo aspetto è pressoché identico a quello di Sunny quando aveva la sua età, circa dodici anni, fatta eccezione per il fatto che è completamente bianco e nero ed ha quasi sempre un'espressione apatica sul volto. Combatte impugnando un coltello. Il personaggio è fisicamente basato sull'omonimo protagonista dei fumetti di OMOCAT, creatrice del gioco.
KelAmico di Sunny e fratello minore di Hero. Da ragazzino era molto vivace e burlone, come la sua controparte nell'Headspace, dove combatte sfruttando un pallone; ora sedicenne, ha mantenuto la sua personalità gioviale ed amichevole, seppur apparendo più maturo. Gli piace giocare a basket ed ha un'ottima mira. Apparentemente sembra quello che ha sofferto meno per la morte di Mari, ma in realtà da tempo si sente abbandonato, poiché tutti i suoi amici lo allontanarono a causa del dolore.
BasilAmico di Sunny. Dopo la morte di Mari ha cercato di dire a Sunny che l'avvenimento non era colpa sua con la paura che lo potesse abbandonare. Ha la passione per la Polaroid, con cui ha fatto le foto dell'album fotografico del gruppo di amici. Nel Dream World scompare fin dall'inizio e lo scopo iniziale è quello di ritrovarlo.
HeroFratello di Kel e ragazzo di Mari. Un ragazzo altruista e gentile, ha sofferto molto alla morte di Mari, talmente tanto che non riesce a visitarne la tomba. Ha paura degli insetti più di ogni altra cosa e ama cucinare. Nel Dream World ha il ruolo di healer, cosa che accentua il suo altruismo.
AubreyUna ragazza ribelle e forte, vuole bene al suo nuovo gruppo di amici, ma anche se non lo dimostra, è ancora molto legata ai vecchi compagni. Aubrey ha sviluppato un forte odio nei confronti di Basil, ma a fine gioco (a meno che non si faccia la hikikomori route). Nel Dream World Aubrey è una bambina dolce e premurosa, ma anche una ragazzina tosta che colpisce i nemici con il suo peluche, Mr. Eggplant.
MariSorella defunta di Sunny e ragazza di Hero, una ragazza dolce e talentuosa, ha sempre trattato con dolcezza i suoi amici, ha una figura di guida nel gruppo, data la sua premurosità. Nel Dream World Mari è come una palestra pokémon, allestisce vari picnic in giro per le mappe, ai quali puoi mangiare e riprendere forze, o solo avere piacevoli pause con i tuoi amici.

## Modalità di gioco

Scena di battaglia del gioco: gli umori dei personaggi, che possono essere indotti da varie abilità e strumenti, influenzano le statistiche in combattimento.

Schema del sistema delle emozioni.

Il gameplay di Omori è ispirato a quello dei tradizionali giochi di ruolo giapponesi. Il giocatore controlla un gruppo di quattro personaggi: Omori, Aubrey, Kel e Hero. Quando si esplora il mondo immaginario, il gioco viene giocato da una prospettiva dall'alto verso il basso. Il mondo immaginario presenta missioni secondarie ed enigmi da risolvere per il giocatore, che possono premiare il gruppo con abilità e oggetti. Gli oggetti possono essere ottenuti anche rompendo i cocomeri aperti trovati nel gioco o acquistandoli da un negozio utilizzando CLAMS, la valuta del gioco. Gli oggetti includono armi, CHARMS che potenziano determinati attributi, snack che curano il gruppo e giocattoli che possono essere usati in combattimento per vari effetti. I nemici sono visibili nell'overworld; entrare in contatto con loro dà inizio a una battaglia.
Le battaglie si svolgono in un formato a turni, con l'attributo della velocità che determina chi inizia per primo. Personaggi e nemici hanno l'HEART, che corrisponde ai punti salute; se il danno viene subito, diminuisce e se arriva a zero, il personaggio viene sconfitto. I membri del party caduti vengono rappresentati come toast e possono essere rianimati con della marmellata, denominata LIFE JAM. Il misuratore JUICE viene utilizzato per eseguire le abilità, capacità speciali che aiutano in battaglia. Le emozioni del gruppo, che possono cambiare nel corso di una battaglia, possono influenzare i loro attributi: la rabbia aumenta l'attacco ma abbassa la difesa, la tristezza aumenta la difesa ma riduce la velocità e la felicità aumenta la velocità ma riduce la precisione. Le emozioni possono essere forti o deboli l'una contro l'altra, seguendo un tipico formato di sasso-carta-forbici: la felicità batte la rabbia, la rabbia batte la tristezza e la tristezza batte la felicità.

## Sviluppo
Omori è stato sviluppato nel corso di sei anni e mezzo, diretto da un artista sotto lo pseudonimo di OMOCAT. È basato su omori (ひきこもり?), un webcomic su Tumblr creato da OMOCAT per "aiutarla a far fronte ai suoi problemi durante una parte confusa della sua vita". Inizialmente concepito come una graphic novel, Omori è stato poi convertito in videogioco per dare la possibilità al pubblico di fare delle scelte nella storia. Una campagna Kickstarter è stata lanciata nel 2014, con data di pubblicazione inizialmente prevista per il maggio del 2015, e con una conversione per Nintendo 3DS come uno degli obiettivi più ambiziosi; il progetto è stato finanziato con successo in un giorno. Il gioco è stato poi nuovamente posticipato nel 2019, annunciando una conversione nuova per Nintendo Switch, senza però menzionare quella per Nintendo 3DS. Nel 2020, la data di pubblicazione effettiva del gioco è stata fissata per il 25 dicembre dello stesso anno.

## Accoglienza
| Testata                          | Versione | Giudizio |
| -------------------------------- | -------- | -------- |
| Metacritic (media al 21-07-2025) | PC       | 87/100   |
| DarkStation                      | PC       | 5/5      |
| Destructoid                      | PC       | 8.5/10   |
| Noisy Pixel                      | PC       | 9/10     |
| PC Gamer (US)                    | PC       | 80/100   |
| TheSixthAxis                     | PC       | 9/10     |
| Nintendo Life                    | Switch   | 8/10     |
| TheXboxHub                       | XSXS     | 5/5      |
| Famitsū                          | varie    | 29/40    |

Omori ha ricevuto un'accoglienza positiva dalla critica, andando ad ottenere una media di 87 su 100 stilata sul sito Metacritic. 
Rachel Watts nella sua recensione su PC Gamer ha elogiato sia il sistema di combattimento che il gameplay, affermando che il gioco ha «tutte le caratteristiche per diventare un cult moderno». Patrick Hancock di Destructoid ha dichiarato di non ricordarsi quale fosse l'ultimo gioco ad averlo colpito così tanto emotivamente come lo ha fatto Omori, ma ha anche criticato alcuni elementi di gioco, affermando che rischiano di rovinare l'esperienza per alcuni giocatori.
Sono state apprezzate molto in particolare le rappresentazioni di ansia e depressione all'interno del videogioco, descritte come simili a quelle della vita reale.
Il gioco è stato spesso paragonato dalla critica a titoli ben più noti come EarthBound, Undertale, Yume nikki e Silent Hill 2.

### Premi
Omori ha ottenuto due menzioni d'onore all'Independent Games Festival del 2021, oltre ad aver ottenuto tre nominazioni al DreamHack "Dreamies" 2021, vincendo nella categoria "Daringly dramatic".